# Union banka

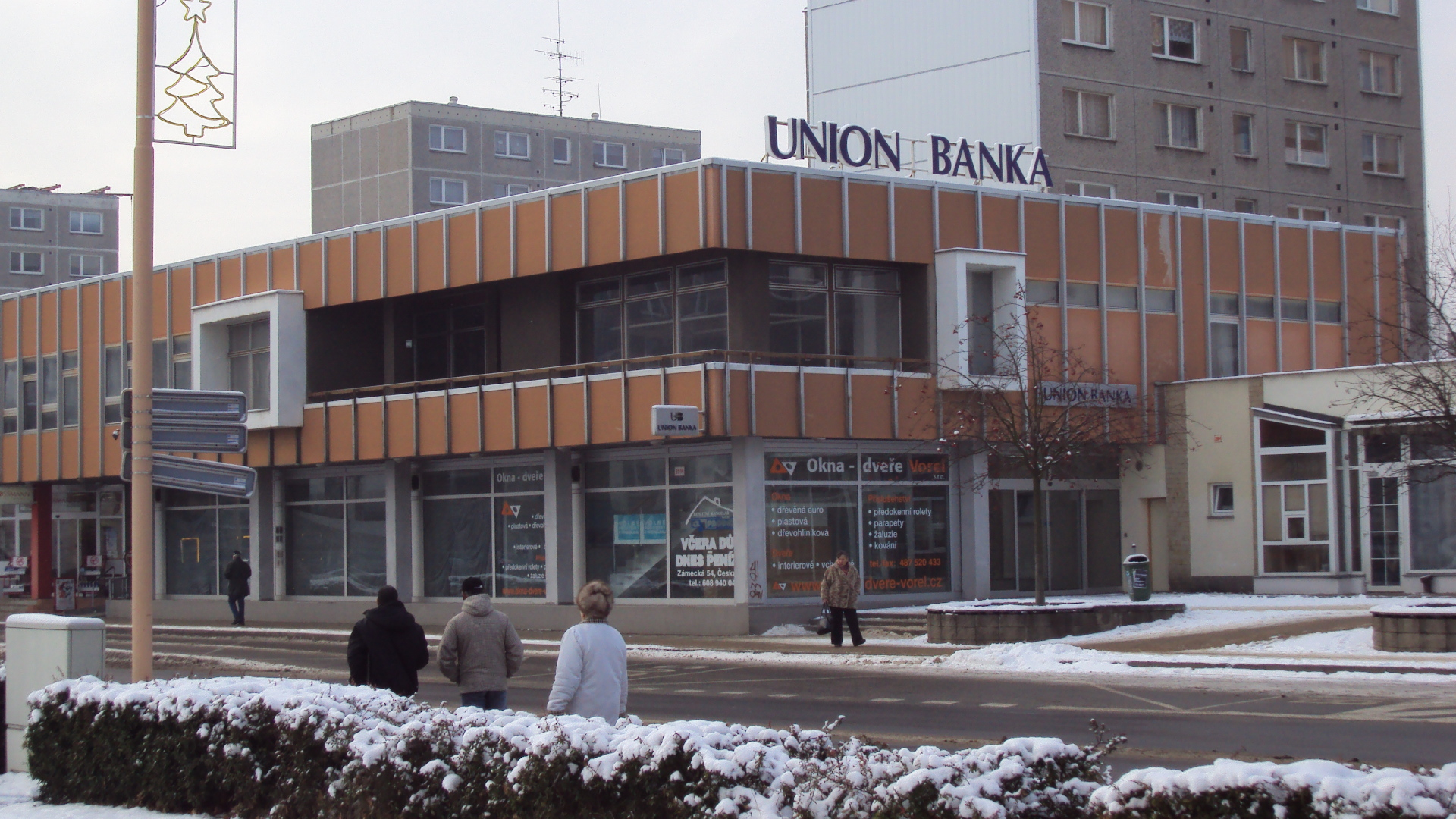
Prázdná pobočka v České Lípě

Union banka, a.s. (UB) byla středně velká bankovní instituce, která na českém kapitálovém trhu působila v letech 1991–2003. V roce 2003 jí Česká národní banka (ČNB) odebrala bankovní licenci a UB byla soudem poslána do konkurzu. Původně regionální banka měla v době svého pádu 200 tisíc klientů, 60 poboček a disponovala vklady ve výši 17 mld. Kč. Největším věřitelem byl k prosinci 2006 Fond pojištění vkladů s pohledávkou 12,5 mld. Kč.

## Vlastníci banky
Union banka byla založena v roce 1991 jako malá banka v ostravském regionu. Jejími významnými akcionáři byly ostravské průmyslové podniky např. Severomoravská plynárenská, Vítkovice a Nová huť. Následně byla otevřena obchodní centra v dalších městech ČR, např. v Praze, Brně a Olomouci. V roce 1995 akcionáři UB založili společnost Union Group (do roku 1996 pod názvem Facium), která se stala místo nich vlastníkem akcií banky. Původní akcionáři banky pak vlastnili podíly v této společnosti. V listopadu 2002 vstoupila do UB společnost Invesmart, na kterou byl převeden majoritní podíl akcií Union Group (60 % akcií UB). Dále společnost Invesmart získala přímým odkupem 22 % akcií UB.

## Expanze a úvěry spřízněným osobám
Na přelomu let 1993/1994 uskutečnil bankovní dohled ČNB v malých českých bankách kontrolu finanční stability. Oproti většině bank byla UB hodnocena dobře. Proto se v roce 1996 ČNB a Union banka dohodly na spolupráci při řešení nepříznivé ekonomické situace finančních institucí Bankovní dům Skala, Evrobanka, a Ekoagrobanka. UB tyto instituce převzala a ČNB jí za to kompenzovala negativní dopady na hospodaření. UB v roce 1998 převzala Foresbank.[zdroj?] Získala tak dva v té době největší penzijní fondy v České republice – Podnikatelský penzijní fond a Vojenský otevřený penzijní fond. Zároveň s tím převzala obsluhu celních pracovišť.[zdroj?]
V té době poskytla UB úvěry společnostem, které byly akcionáři skupiny nebo byly s nimi majetkově či personálně propojeny. V roce 1999 úvěry spřízněným osobám dosáhly 5,4 mld. Kč. Auditor finančních výsledků upozornil na vysokou rizikovost úvěrů a neschopnost banky pokračovat ve své činnosti, pokud nedojde ke vstupu strategického investora.

## Pád banky a podvodný konkurz
Problémy banky vedly ke ztrátě důvěry, která se projevila prudkým odlivem vkladů v říjnu 2002. V únoru 2003 byla banka nucena z důvodu ztráty platební schopnosti uzavřít všechny své pobočky. ČNB zahájila správní řízení o odnětí bankovní licence.
Soudce Krajského soudu v Ústí nad Labem Jiří Berka koncem března 2003 prohlásil konkurz na společnost Česká revitalizační. Tato společnost se sídlem v Mostě měla být nástupcem Union banky. Soudce tvrdil, že UB změnila své obchodní jméno a sídlo přemístila z Ostravy do Mostu, který je příslušný Krajskému soudu v Ústí nad Labem. Představenstvo Union banky oprávněnost konkurzu zpochybnilo. Berkovo rozhodnutí začala zkoumat policie. Berka vzápětí konkurz zrušil a prohlásil, že postupoval na základě zfalšovaných podkladů.
ČNB podala návrh ke Krajskému soudu v Ostravě na likvidaci Union banky. V květnu 2003 byl jmenován likvidátor.

## Druhý konkurz
V květnu 2003 prohlásil Krajský soud v Ostravě konkurz na Union banku. Správkyní konkurzní podstaty se stala Michaela Huserová. V říjnu 2003 byl ustaven věřitelský výbor. Správce konkurzní podstaty uznal pohledávky ve výši 15 mld. Kč. UB měla 75 tisíc věřitelů.
Okolnosti následného prodeje majetku byly předmětem veřejné kritiky. Média upozornila na nevýhodný odprodej majetku a na spojení mezi členy konkurzního týmu a společnostmi, které tento majetek získaly.

V červnu 2005 rozhodl Vrchní soud v Olomouci o zproštění Michaely Huserové funkce konkurzní správkyně. Huserová zpeněžovala majetek, který nebyl zapsán do soupisu konkurzní podstaty. V srpnu byl určen další správce konkurzní podstaty Lukáš Raida, který působil v týmu Huserové.
Konkurzní správce vyplatil věřitelům 20 % z uznaných pohledávek. Celkem konkurzní správce garantoval vyplacení 5–6 mld. Kč. To bylo o 3 miliardy korun méně než hovořily původní odhady těsně po krachu banky. V únoru 2003 měla mít aktiva UB za podmínky bezodkladného prodeje hodnotu 8–11 mld. Kč.

## Soud s manažery
Na jaře roku 2011 bylo zahájeno soudní řízení s někdejšími generálními řediteli Jiřím Babišem, Tomášem Seidlerem a členy představenstva Tomášem Michalem, Miroslavem Fučíkem a Alenou Pejčochovou. Byli obviněni, že bance svými rizikovými úvěry způsobili v letech 1999 až 2002 škodu za téměř 4 miliardy Kč.[zdroj?]
Trestnímu řízení čelili také zástupci společnosti Investmar.[zdroj?]

## Amnestie
Po vyhlášení amnestie prezidentem Václavem Klausem bylo trestní stíhání v lednu 2013 zastaveno.